# Ceranów
Ceranów is een dorp in het Poolse woiwodschap Mazovië, in het district Sokołowski. De plaats maakt deel uit van de gemeente Ceranów en telt 810 inwoners.